# 長鬚大角鮟鱇
長鬚大角鮟鱇為輻鰭魚綱鮟鱇目棘茄魚亞目巨棘角鮟鱇科的其中一種，發現於大西洋及太平洋海域，屬深海魚類，棲息深度可達1000公尺，雌魚體長可達22.1公分。

## 擴展閱讀
維基物種上的相關：長鬚大角鮟鱇